# Țețchea
Țețchea – wieś w Rumunii, w okręgu Bihor, w gminie Țețchea. W 2011 roku liczyła 841 mieszkańców.